# Trương Quang Trọng (phường)
Trương Quang Trọng là một phường thuộc tỉnh Quảng Ngãi, Việt Nam.

## Địa lý
Phường Trương Quang Trọng nằm ở phía bắc tỉnh Quảng Ngãi, có vị trí địa lý:
- Phía đông giáp xã Tịnh Khê
- Phía tây giáp xã Sơn Tịnh 3
- Phía nam giáp phường Nghĩa Lộ với ranh giới là sông Trà Khúc và xã An Phú
- Phía bắc giáp xã Sơn Tịnh 3

Phường có diện tích 34,648 km2 km², dân số là 49.308 người, mật độ dân số đạt 1.527 người/km².

## Lịch sử
Phường Trương Quang Trọng trước đây vốn là thị trấn Sơn Tịnh, thị trấn huyện lỵ huyện Sơn Tịnh. Thị trấn Sơn Tịnh được thành lập vào năm 1987 cùng với 2 xã Tịnh Ấn Tây và Tịnh Ấn Đông trên cơ sở giải thể xã Tịnh Ấn cũ.
Sau khi thành lập, thị trấn Sơn Tịnh có 808 ha diện tích tự nhiên, dân số là 8.690 người, được chia làm 5 tổ dân phố: Liên Hiệp 1, Liên Hiệp 2, Trường Thọ Đông, Trường Thọ Tây, Quyết Thắng.
Ngày 12 tháng 12 năm 2013, Chính phủ Việt Nam ban hành Nghị quyết số 123/NQ-CP về việc điều chỉnh địa giới hành chính huyện Sơn Tịnh để mở rộng thành phố Quảng Ngãi. Theo đó:
- Chuyển thị trấn Sơn Tịnh về thành phố Quảng Ngãi quản lý
- Thành lập phường Trương Quang Trọng thuộc thành phố Quảng Ngãi trên cơ sở toàn bộ diện tích và dân số của thị trấn Sơn Tịnh.

Sau khi thành lập, phường Trương Quang Trọng có 926,40 ha diện tích tự nhiên, dân số là 14.148 người.
Ngày 16 tháng 6 năm 2025, Thành lập phường Trương Quang Trọng trên cơ sở nhập toàn bộ diện tích tự nhiên, quy mô dân số của 4 ĐVHC cấp xã: Phường Trương Quang Trọng, xã Tịnh Ấn Tây, xã Tịnh Ấn Đông và xã Tịnh An thuộc thành phố Quảng Ngãi. Sau khi sắp xếp, Phường Trương Quang Trọng có: 34,648 km2, Quy mô dân số 49.308 người